# Echemus pictus
Echemus pictus är en spindelart som beskrevs av Kulczynski 1911. Echemus pictus ingår i släktet Echemus och familjen plattbuksspindlar. Inga underarter finns listade i Catalogue of Life.